# Nationaal Park Nieuw Land
Nationaal Park Nieuw Land is een nationaal park in de Nederlandse provincie Flevoland. Het park omvat ongeveer de helft van het Markermeer en aanliggende moerasgebieden Oostvaardersplassen en Lepelaarplassen. Het park is in zijn geheel bijna 29.000 hectare groot.

## Geschiedenis
In 2015 besloot de Rijksoverheid om het stelsel nationale parken te vernieuwen en uit te breiden. Dit leidde tot de zogenaamde Nationale Parken nieuwe stijl. Deze moeten voldoen aan vier eisen. Ze moeten groot zijn en samenhang vertonen. Ze moeten kernen van waardevolle natuur herbergen, maar ook landschappelijke of cultuurhistorische waarde hebben. Ze moeten aantrekkelijk en iconisch zijn en zo Nederlandse en buitenlandse bezoekers aanspreken. Ten slotte kennen ze een eigen identiteit, die bewoners, instellingen en ondernemers herkennen. 
'Nieuw land' is het eerste nationale park nieuwe stijl. Het omvat onder meer de Oostvaardersplassen, die al eerder genomineerd waren voor de status van nationaal park, en het nieuw gecreëerde gebied Marker Wadden. Hieraan werden de Lepelaarplassen, het Trintelzand aan de Houtribdijk en een groot deel van het Markermeer toegevoegd.
Het meest noordelijk gedeelte van Nieuw Land wordt gevormd door een 70 ha. groot natuurgebied in het Markermeer aan de zuidzijde van de Markerwaarddijk, op korte afstand van Enkhuizen. Het is gelegen in het voormalige Hoornsche Gat pal ten zuidoosten van het naviduct Krabbersgat en is ontstaan op het eerder daar opgeworpen gronddepot ten behoeve van de aanleg van het naviduct. Dit sikkelvormige, op twee dammen aangelegde gebied heeft ook gediend als prototype voor de later gevolgde projecten Marker Wadden en Trintelzand.

## Ecosysteem
Het architectenbureau Mecanoo heeft het plan voor dit nationaal park gemaakt, in opdracht van de gemeentes Almere en Lelystad, de provincie Flevoland, Het Flevo-landschap, Waterschap Zuiderzeeland, Staatsbosbeheer, Rijkswaterstaat en Vereniging Natuurmonumenten. In dit zogenaamde Masterplan 2018-2019 wordt uitgewerkt hoe het gebied tot het jaar 2040 zich geleidelijk kan ontwikkelen tot één aaneengesloten park. Volgens de plannen moet het een "robuust" en "veerkrachtig" ecosysteem worden. Daartoe worden de vier natuurkernen vergroot en de verbindingen ertussen verbeterd. Voorgesteld wordt om eilanden, slenken, natte graslanden en watergangen aan te leggen. Onder meer vogels kunnen dan in sommige delen van het park foerageren en in andere delen rusten of hun jongen groot brengen.

## Belevingswaarde
Ook moet het gebied volgens het Masterplan meer 'beleefbaar' worden. Dat betekent dat bezoekers het gemakkelijker moeten kunnen bereiken, met de fiets, per kano, te voet of met een elektrische terreinauto. De bestaande stopplekken op de Oostvaardersdijk, de Houtribdijk en de Knardijk worden volgens het plan "de belvedères van Nieuw Land".
 Het gebied kan volgens de plannenmakers jaarlijks twee miljoen bezoekers trekken.

## Galerij

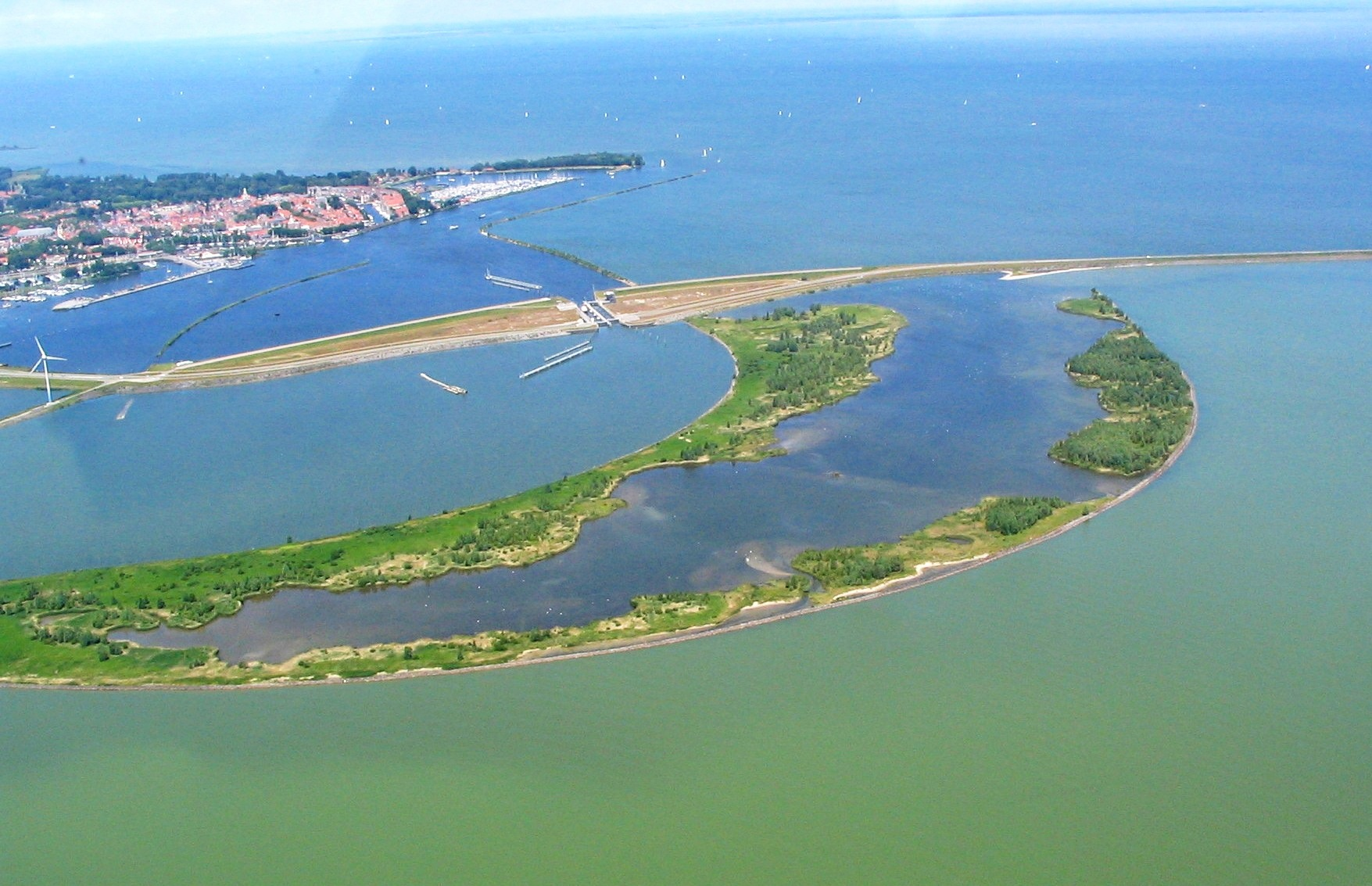
Natuurgebied bij het naviduct Krabbersgat (2009)
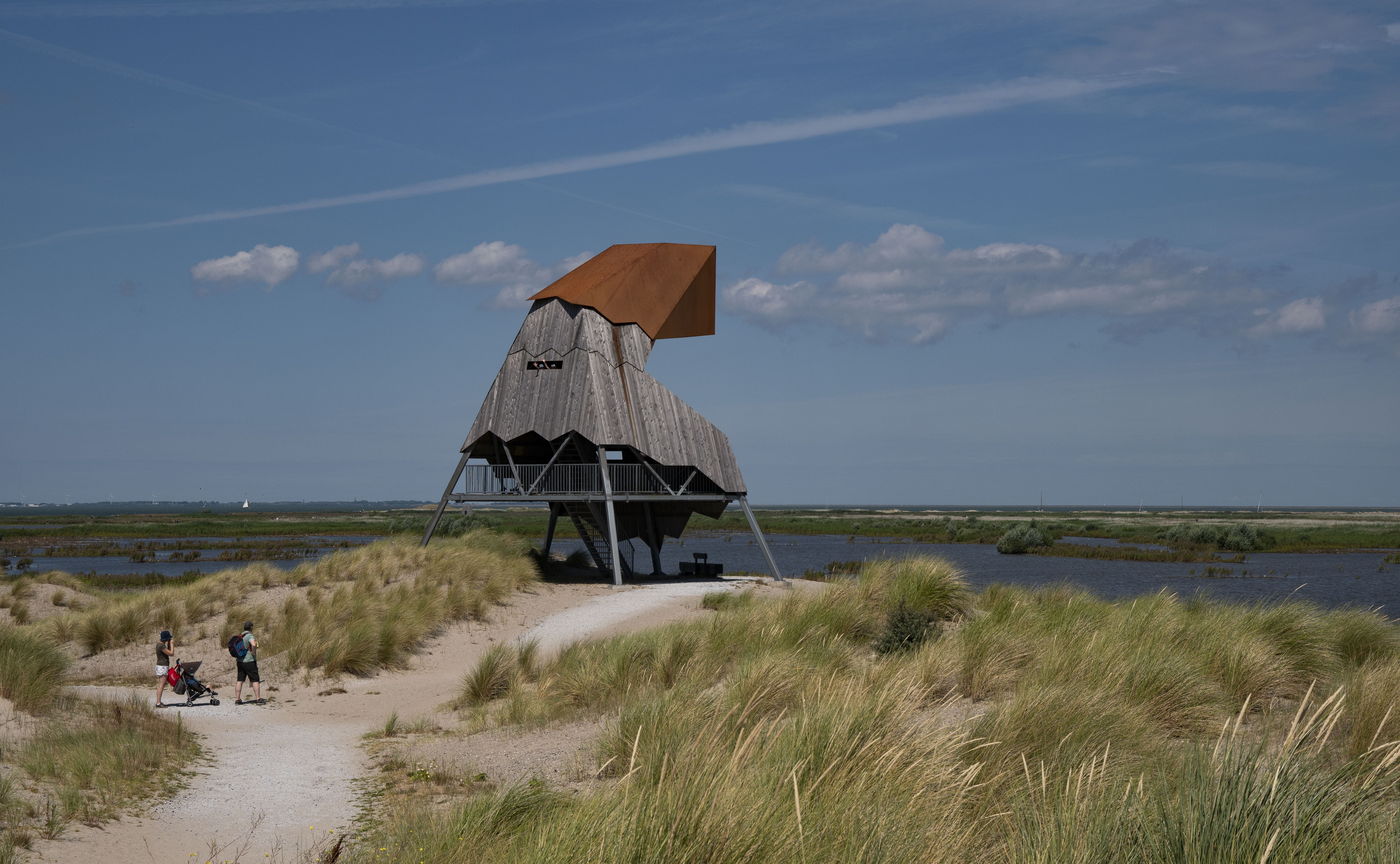
Marker Wadden (2022)
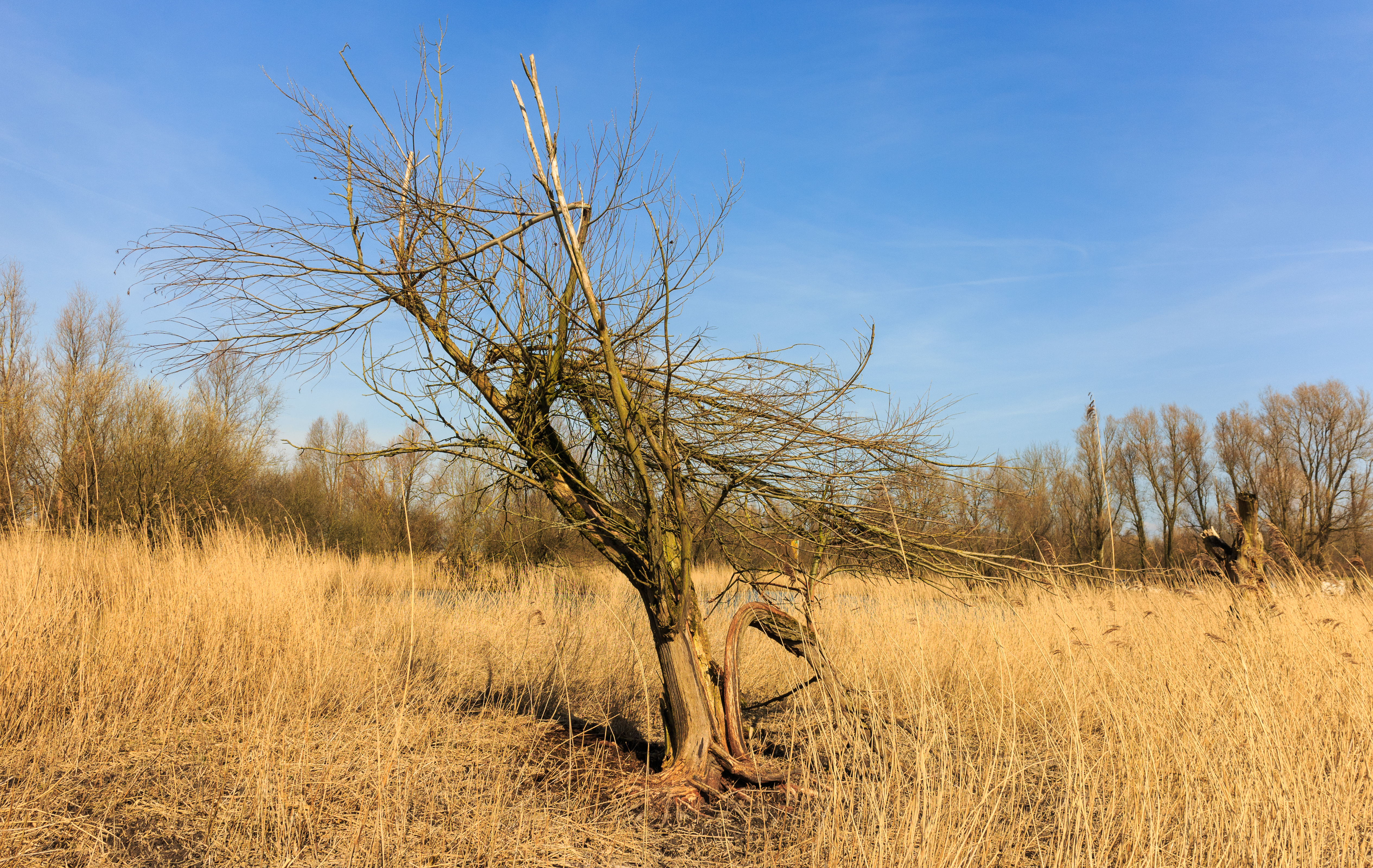
Een boom op de voormalige zeebodem (Oostvaardersplassen, 2016)
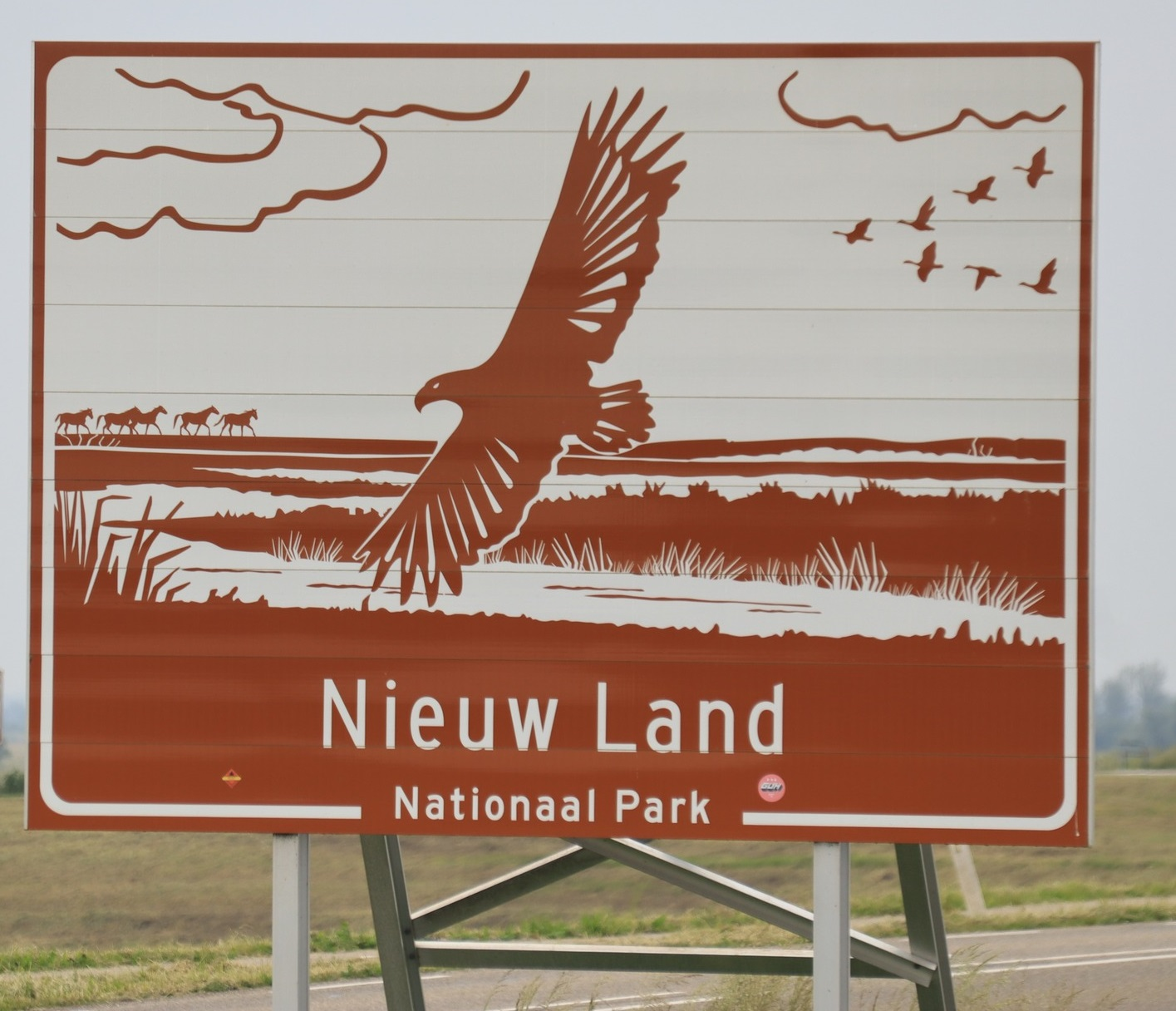
Infobord

De Alde Feanen · De Biesbosch · Drentsche Aa · Drents-Friese Wold · Duinen van Texel · Dwingelderveld · De Groote Peel · De Hoge Veluwe · Lauwersmeer · De Loonse en Drunense Duinen · De Maasduinen · De Meinweg · Nieuw Land · Oosterschelde · Sallandse Heuvelrug · Schiermonnikoog · Utrechtse Heuvelrug · Van Gogh · Veluwezoom · Weerribben-Wieden · Grenspark Kalmthoutse Heide · Zuid-Kennemerland